# Gele bramenvlekmot
De gele bramenvlekmot (Coptotriche marginea) is een vlinder uit de familie vlekmineermotten (Tischeriidae). De wetenschappelijke naam is voor het eerst geldig gepubliceerd in 1828 door Haworth.
De soort komt voor in Europa.